# Parapsyche cardis
Parapsyche cardis är en nattsländeart som beskrevs av Ross 1938. Parapsyche cardis ingår i släktet Parapsyche och familjen ryssjenattsländor. Inga underarter finns listade i Catalogue of Life.